# Golf von Moro
Der Golf von Moro wird aus den Buchten und Landzungen der philippinischen Insel Mindanao gebildet. Er ist ein Teil der Celebessee und umgeben von der Halbinsel Zamboanga und dem Zentralteil der Insel Mindanao.
Die Bucht von Sibuguey und die Bucht von Illana sind Buchten dieses Golfes.  Weitere kleinere Buchten sind die Bucht von Dumanquilas und Port Sibulan in der Provinz Zamboanga Sibugay, die Bucht von Pagadinan in Zamboanga del Sur und die Bucht von Linao in der Provinz Maguindanao. Über die Straße von Basilan ist der Golf von Moro mit der Sulusee verbunden.
Die bedeutendste und größte Stadt an seiner Küste ist Zamboanga City, an seinem westlichen Ufer gelegen. Eine andere nennenswerte Hafenstadt ist Cotabato City, die sich an seiner östlichen Küste befindet.
Am 16. August 1976 verursachte ein Erdbeben der Stärke 7,9 auf der Richterskala eine Tsunamiwelle, die in den Morogolf einlief und an dessen Küsten mehr als 5000 Menschen tötete.